# 熊运章
熊运章（1923年—），男，陕西三原人，中国农田水利与农业水土工程学家，西北农学院教授。